# 霧島市立牧園中学校

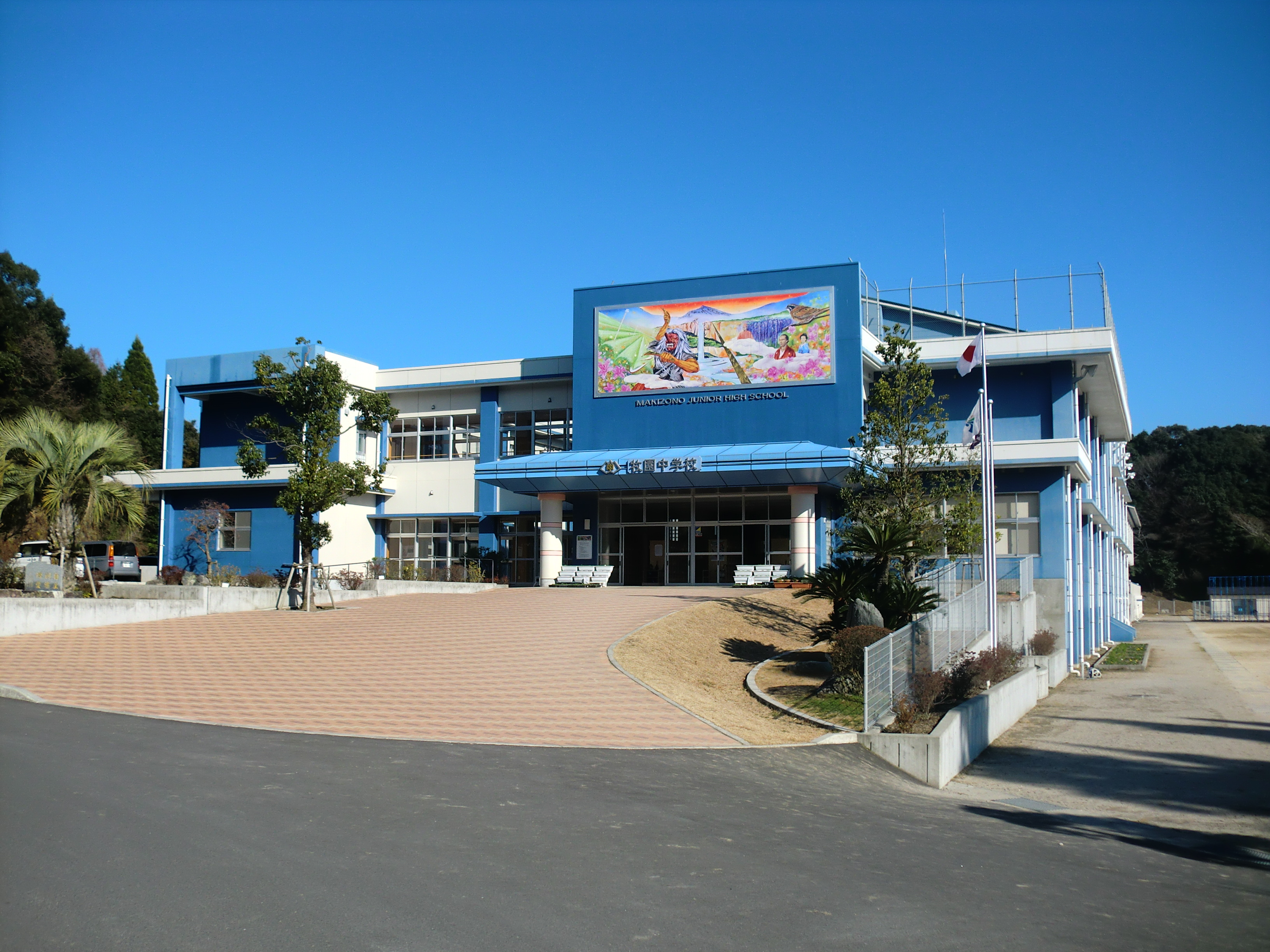
霧島市立牧園中学校

霧島市立牧園中学校（きりしましりつ まきぞのちゅうがっこう）は、霧島市の市立中学校である。霧島市牧園町宿窪田に所在する。

## 概要
- 市町村合併で霧島市が誕生する以前は、牧園町立牧園中学校であった。

## 沿革
- 1947年（昭和22年） - 旧牧園中学校設立。
- 1954年（昭和29年） - 万膳・高千穂・三体分校がそれぞれ独立。
- 1968年（昭和43年） - 旧牧園中学校・高千穂中学校・万膳中学校・三体中学校・中津川中学校・持松中学校が統合し霧島市立牧園中学校設立。
- 2012年 (平成24年) -校舎を改築。